# Kuniewo
Kuniewo – wieś w Polsce położona w województwie mazowieckim, w powiecie sierpeckim, w gminie Gozdowo. Ma status sołectwa.
Prywatna wieś duchowna Koniewo położona była w drugiej połowie XVI wieku w powiecie sierpeckim województwa płockiego. W latach 1975–1998 miejscowość administracyjnie należała do województwa płockiego.
Przez miejscowość przepływa Wierzbica, rzeka dorzecza Wisły, dopływ Skrwy.